# Aubert Côté
Aubert Côté (ur. 22 marca 1881 w Beaumont, zm. 27 maja 1938 w Provo) – kanadyjski zapaśnik walczący w stylu wolnym. Brązowy medalista olimpijski z Londynu 1908, w wadze koguciej.

## Letnie Igrzyska Olimpijskie 1908
| Konkurencja      | Rundy eliminacyjne | Rundy eliminacyjne     | Rundy eliminacyjne        | Klas. końcowa |
| Konkurencja      | 1/4                | 1/2                    | o 3. miejsce              | Miejsce       |
| ---------------- | ------------------ | ---------------------- | ------------------------- | ------------- |
| 54 kg styl wolny | Fred Davis (GBR) Z | George Mehnert (USA) P | Frederick Tomkins (GBR) Z | 3.            |